# Гай Рабирий (сенатор)
Вижте пояснителната страница за други личности с името Рабирий.
Гай Рабирий  (на латински: Gaius Rabirius) е сенатор на Римската Република, който през 63 г. пр. Хр. е защитаван от Марк Тулий Цицерон с една запазена реч (Pro Rabirio perduellionis reo).
Рабирий е първо конник и взема участие през 100 пр.н.е. в потушаването на въстанието на народния трибун Луций Апулий Сатурнин, при което трибунът умира. Рабирий е приет в сената и служи под командването на Гней Помпей Страбон в Съюзническата война (91 – 88 пр.н.е.).
Почти 40 години по-късно Тит Лабиен, (чийто чичо е загубил живота си като привърженик на Сатурнин), е накаран от Гай Юлий Цезар да обвини Рабирий за участие в неговото убийство. Рабирий е осъден. Народът трябва вече да потвърди това решение, когато Квинт Цецилий Метел Целер смъква военното знаме на хълма Яникул, което означава, че събранието е свършило: Цезар постига своята цел и делото е отменено.
Неговият племенник Гай Рабирий Постум през 54 пр.н.е. е защитаван също от Цицерон.